# J to tha L-O!: The Remixes
A J to tha L-O!: The Remixes Jennifer Lopez 2002. február 5-én megjelent remixalbuma.

## Az album dalai
1. "Love Don't Cost a Thing" (RJ Schoolyard Mix featuring Fat Joe) (Damon Sharpe, Greg Lawson, Georgette Franklin, Jeremy Monroe, Amille Harris, Joe Cartagena) – 4:18
2. "Ain't It Funny" (Murder Remix featuring Ja Rule and Caddillac Tah) (Jennifer Lopez, Cory Rooney, Irv Gotti, 7 Aurelius, Ja Rule, Eva, Caddillac Tah) – 3:49
3. "I'm Gonna Be Alright" (Track Masters Remix featuring Nas)(Lopez, Oliver, Rooney, Samuel Barnes, Jean-Claude Olivier, Cheryl Lorraine Cook, Eva, Ronald LaPread) – 3:53
4. "I'm Real" (Murder Remix featuring Ja Rule) (Lopez, Oliver, Eva , Rooney, L.E.S., Jeffrey Atkins, Irving Lorenzo, Rick James) – 4:18
5. "Walking on Sunshine" (Metro Remix) (Lopez, Sean "Puffy" Combs, Mario Winans, Jack Knight, Michael "Lo" Jones, Adonis Shropshire, Karen Anderson, Mechalie Jamison) – 5:50
6. "If You Had My Love" (Darkchild Master Mix) (Rodney Jerkins, Fred Jerkins III, LaShawn Daniels, Rooney) – 4:11
7. "Feelin’ So Good" (Bad Boy Remix featuring P. Diddy and G. Dep) (Rooney, Lopez, Christopher Rios, Cartagena, Combs, Steven Standard, George Logios) – 4:27
8. "Let's Get Loud" (Pablo Flores Remix) (Gloria Estefan, Kike Santander) – 5:29
9. "Play" (Sack International Remix) (Anders Bagge, Arnthor Birgisson, Christina Milian, Rooney) – 4:18
10. "Waiting for Tonight" (Hex's Momentous Radio Mix) (Maria Christensen, Michael Garvin, Phil Temple) – 4:32
11. "Alive" (Lopez, Cris Judd, Rooney) – 4:40

Európai változat:
1. "Si Ya Se Acabó" (Radio Remix) (Manny Benito, Jimmy Greco, Ray Contreras) – 3:33
2. "Que Ironia (Ain't It Funny)" (Tropical Dance Remix) (Lopez, Rooney, Benito) – 3:48
3. "Una Noche Más"(Christensen, Garvin, Temple, Benito) – 4:05
4. "No Me Ames" (Tropical Remix with Marc Anthony) (Giancarlo Bigazzi, Marco Falagiani, Ignacio Ballesteros, Aleandro Baldi) – 5:34

## Kiadás
| Ország                    | Dátum           |
| ------------------------- | --------------- |
| Amerikai Egyesült Államok | 2002 február 5  |
| Európa                    | 2002 március 18 |

## Helyezések
| Országok                              | Pozíció |
| ------------------------------------- | ------- |
| Ausztrál ARIA albumlista              | 11      |
| Osztrák albumlista                    | 11      |
| Belga Ultratop 50 albumok (Flandria)  | 8       |
| Belga Ultratop 50 Albums (Vallónia)   | 9       |
| Holland albumlista                    | 5       |
| Az európai Top 100 Album              | 6       |
| Francia SNEP albumlista               | 14      |
| Német albumlista                      | 5       |
| Ír albumlista                         | 6       |
| Japán Oricon albumlista               | 44      |
| Új-Zéland RIANZ albumlista            | 3       |
| Lengyel albumlista                    | 16      |
| Svéd albumlista                       | 39      |
| Svájci albumlista                     | 14      |
| UK Albums Chart                       | 4       |
| US Billboard 200                      | 1       |
| US Billboard Top R&B / Hip-Hop Albums | 1       |

## Minősítések
| Ország             | Tanúsító | Minősítés | Értékesítés |
| ------------------ | -------- | --------- | ----------- |
| Ausztrália         | ARIA     | Arany     | 35,000      |
| Kanada             | CRIA     | Platina   | 100,000     |
| Franciaország      | SNEP     | Arany     | 137,000     |
| Hollandia          | NVPI     | Arany     | 30,000      |
| Új-Zéland          | RIANZ    | Arany     | 7,500       |
| Egyesült Királyság | BPI      | Platina   | 300,000     |
| Egyesült Államok   | RIAA     | Platina   | 1,500,000   |

## Lásd még
- A legnagyobb példányszámban elkelt remixalbumok listája

## Fordítás
- Ez a szócikk részben vagy egészben  a   J to tha L-O!: The Remixes című angol Wikipédia-szócikk fordításán alapul.  Az eredeti cikk szerkesztőit annak laptörténete sorolja fel. Ez a jelzés csupán a megfogalmazás eredetét és a szerzői jogokat jelzi, nem szolgál a cikkben szereplő információk forrásmegjelöléseként.